# Mazen Al Hamada
Mazen al-Hamada (1977, Dajr az-Zaur – 2024) byl syrský aktivista. Hamada byl více než rok a půl vězněn a mučen za účast na protivládních protestech v rámci arabského jara v roce 2011. Po vyhoštění ze Sýrie se stal žadatelem o azyl v Nizozemsku. Mnohokrát veřejně svědčil o mučení, kterému byl vystaven. V roce 2020 se Hamada stal obětí „vynuceného“ zmizení, když byl po návratu do Sýrie zatčen syrskou rozvědkou na letišti. Jeho tělo bylo nalezeno ve věznici Sednaya v prosinci 2024 během pádu Asadova režimu.

## Vzdělání
Hamada vystudoval Institute of the Petroleum Industry a pracoval jako technik pro francouzskou nadnárodní ropnou a plynárenskou společnost Schlumberger. Později se stal zaměstnancem Syrian Emergency Task Force, která sídlí ve Washingtonu a je zaštítěna americkým ministerstvem zahraničí.
Hamada se účastnil demonstrací, které žádaly větší svobodu a demokracii, tyto akce natáčel na svůj telefon. 24. dubna 2011 byl Hamada poprvé zatčen prorežimní tajnou službou, o týden později byl propuštěn.

## První uvěznění a mučení
V březnu 2012 se Hamada pokusil propašovat 55 balení dětské výživy na předměstí Damašku. Brzy poté byl spolu se svými dvěma synovci zatčen. Byli předvedeni na pobočku letecké zpravodajské služby na vojenském letišti Mezzeh. Dva Hamadovi synovci později ve vazbě zemřeli.
Mučením byl Hamada donucen přiznat se k obvinění z terorismu, držení zbraní a vraždy režimních vojáků. Když se odmítl přiznat, byli povoláni agenti, kteří ho přišli mučit. Byl bit a zavěšen za zápěstí. Aby si ulehčil utrpení, souhlasil s podepsáním vynuceného přiznání, v němž přiznal, že vlastnil zbraň na ochranu demonstrantů, ale odmítl přiznat, že spáchal jakýkoli zločin. Poté byl převezen do jiné výslechové místnosti, kde byl svlečen a sexuálně zneužit. Po tomto mučení podepsal všechny dokumenty.
Na začátku roku 2013 onemocněl a byl převezen do vojenské nemocnice č. 601, kterou ostatní zadržení přezdívali „jatka“. Při převozu do nemocnice byl Hamada fyzicky napaden. Bylo mu řečeno, aby zapomněl své jméno, a bylo mu přiděleno číslo „1858“. Tam viděl zadržené mučené k smrti, mrtvoly hromadící se na záchodech a nemocniční personál, který ubíjel pacienty k smrti. Hamada prosil lékaře, aby ho vrátil do vazby.
Na letišti Mezzeh byl měsíc ošetřován zadrženým lékařem, než byl 1. června 2013 převezen k vojenské policii Qaboun a 5. června 2013 do věznice Adra, kde zůstal asi dva měsíce. Nakonec byl Mazen předveden k protiteroristickému soudu, který v září 2013 nařídil jeho propuštění. Mazen byl propuštěn na svobodu.
Během svého věznění, které trvalo jeden rok a sedm měsíců, byl Hamada násilně mučen. Trpěl fyzickým, psychickým a sexuálním týráním a z věznění v režimních věznicích si odnesl trvalá fyzická a psychická zranění, včetně zranění genitálií, která mu znemožnila mít děti.

## Exil
Po propuštění byl Hamada stále hledán zpravodajskými službami. Rozhodl se proto opustit Sýrii a požádal o azyl v Nizozemsku. Vícekrát svědčil o mučení ve věznicích Assadova režimu. 

## Návrat do Sýrie a "vynucené" zmizení
Hamada chtěl pomoci stále zadržovaným Syřanům a cítil se bezmocný, aby jejich situaci zlepšil. Podle svědectví sestry ho oslovili lidé ze syrského velvyslanectví, kteří měli blízko k Asadovu režimu, a vylákali ho zpět do Sýrie se slibem propuštění zadržovaných. Hamada napsal, že je připraven obětovat sám sebe, aby zachránil ostatní.  
Hamada odjel do Berlína, kde na velvyslanectví získal syrský pas a vízum. 23. února 2020 po příletu na letiště v Damašku byl Hamada zadržen bezpečnostními službami režimu.
Hamadovo tělo bylo nalezeno 9. prosince 2024 poté, co opoziční síly ze Svobodné syrské armády během pádu Damašku převzaly kontrolu nad věznicí Sednaya. Předpokládá se, že Hamada byl popraven několik dní před objevením jeho těla, které neslo rozsáhlé známky mučení a bití.
Jeho pohřeb se konal 12. prosince v Damašku. Pohřbu se zúčastnily stovky lidí, během pohřbu byla jeho rakev zahalena vlajkou a účastníky byl oslavován jako mučedník.